# El Discreto

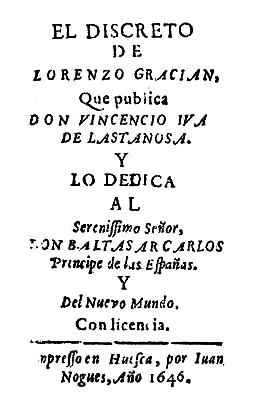
El Discreto (1646).

El Discreto (1646) es un tratado de Baltasar Gracián, perteneciente al género de la prosa didáctica, en el que se describe cómo tiene que ser el hombre: prudente, sagaz, inteligente, dotado de buen gusto y buena educación; un completo caballero, en suma. Con esta obra Gracián continúa en la línea de sus anteriores obras dedicadas a la filosofía moral.
Esta obra supone un hito en su producción, constituyéndose como la culminación de lo emprendido en sus dos libros anteriores, El Héroe y El Político y contiene el germen de la que será su obra capital, El Criticón.

## Características de la obra
La obra fue publicada en Huesca, en 1646, a nombre de su hermano Lorenzo Gracián. Continúa así la serie iniciada con El Héroe (1637) y prolongada en El Político don Fernando el Católico (1640), incluso en el tamaño y en la tipografía, libros en formato de dieciseisavo, para uso manual.
El Discreto presenta divergencias importantes respecto a sus anteriores obras. En cuanto al contenido, el protagonista ya no es un hombre excepcional, como sucedía en El Héroe. Ahora se trata de un hombre prudente, que necesita muchas cualidades para desenvolverse en sociedad.
Por discreción entiende la capacidad de discernimiento, que es al fin y al cabo la inteligencia para elegir lo mejor y para distinguir y valorar aquello que el hombre necesita para ser un varón de todas las horas y todas las circunstancias.
Si en El Héroe los capítulos se titulaban como «primores», ahora las divisiones reciben el nombre de «realces». El sentido literal de esta voz (“El adorno o labor que se eleva y sobresale en la superficie de cualquiera cosa”, según el Diccionario de Autoridades) como el figurado (“metafóricamente vale lustre, estimación y grandeza sobresaliente”, ibid.) muestran la intención de Gracián. Si los primores tenían que ver con la excelencia, los realces tienden a elevar la personalidad, a dar lustre, magnanimidad.
Hay que destacar es esfuerzo de variedad de géneros distintos que ensaya Gracián en los capítulos que constituyen los diferentes realces. El Discreto, de ese modo, se conforma también como un muestrario de géneros retóricos: discurso académico, apólogo, invectiva, epístola, memorial, panegírico, diálogo humanista, fábula, son algunos de los distintos géneros que articulan cada realce. Se cumple así el principio barroco de la unidad y la variedad de la obra artística.
El número de realces (capítulos) es de veinticinco, otro múltiplo de cinco como el que ya había utilizado Gracián a la hora de distribuir los contenidos de sus obras, así El Héroe constaba de veinte primores.
Cabe recordar a este respecto que Gracián llevaba al menos cuatro años trabajando en su teoría de la agudeza, publicada primero en el Arte de ingenio (1642), y más tarde en Agudeza y arte de ingenio (1648). En esta obra declara que “una misma verdad puede vestirse de muchas maneras, ya por ingeniosas metamorfosis, ya por la grave épica, gracioso apólogo, entretenido diálogo y todas las demás especies de agudeza de dicción”.
En cuanto a la unidad de la obra, Aurora Egido ha demostrado con sabiduría y perspicacia que la técnica del cartapacio escolar, mediante la que los alumnos de los jesuitas (al igual que los escritores de la época) recogían citas de distintos autores fue una práctica común en la época La unidad de esta obra procede no sólo del tema común –la discreción-, sino también de un estilo común. Además, el último realce, titulado «Culta repartición de la vida de un discreto», unifica y sintetiza todos los anteriores. Y de paso nos ofrece el esquema embrionario de lo que va a ser su obra maestra, El Criticón, donde la vida del hombre juicioso se repartirá en las estaciones de la vida: la primavera de la niñez, el estío de la mocedad, el otoño de la madurez y el invierno de la senectud.
Véase en el comienzo de ese último realce lo que será más tarde la alegoría principal de El Criticón:

La misma naturaleza, atenta, proporcionó el vivir del hombre con el caminar del sol, las estaciones del año con las de la vida, y los cuatro tiempos de aquel con las cuatro edades de esta. Comienza la Primavera en la niñez alegre, tiernas flores en esperanzas frágiles. Síguese el Estío caluroso y destemplado de la mocedad, de todas maneras peligroso, por lo ardiente de la sangre y tempestuoso de las pasiones. Entra después el deseado Otoño de la varonil edad, coronado de sazonados frutos, en dictámenes, en sentencias, en aciertos. Acaba con todo el Invierno helado de la vejez: cáense las hojas de los bríos, blanquea la nieve de las canas, hiélanse los arroyos de las venas, todo se desnuda de dientes y de cabellos, y tiembla la vida de su cercana muerte. De esta suerte alternó la naturaleza las edades y los tiempos.
Gracián, El Discreto, XXV.

No deja lugar a dudas de que este va a ser el germen de su obra maestra, que empezará a publicar en 1651.

### Ediciones

#### Ediciónprinceps
- EL DISCRETO/DE/LORENZO GRACIAN,/Que publica/DON VINCENCIO IVAN/DE LASTANOSA./Y/LO DEDICA/AL/Serenissimo Señor,/DON BALTASAR CARLOS/Principe de las Españas./Y/Del Nuevo Mundo./Con licencia./Impresso en Huesca, por Iuan/Nogues, Año 1646.

#### Ediciones modernas
- Baltasar Gracián, El Discreto (ed. crítica de Miguel Romera Navarro y Jorge. M. Furt), Buenos Aires, Academia Argentina de Letras, 1959.
- Baltasar Gracián, El Discreto (ed. crítica de Aurora Egido), Madrid, Alianza, 1997.
- Baltasar Gracián, El Discreto (ed. crítica de wikisource). Cfr. Criterios de edición